# Műugrás az 1928. évi nyári olimpiai játékokon
Az 1928. évi nyári olimpiai játékokon a műugrásban négy versenyszámot rendeztek. Az amerikai és svéd fölényt megingatta Farid Simaika egyiptomi versenyző.

## Éremtáblázat
(A táblázatokban a rendező ország csapata eltérő háttérszínnel, az egyes számoszlopok legmagasabb értéke, vagy értékei vastagítással kiemelve.)
| Az 1928. évi nyári olimpiai játékok éremtáblázata műugrásban | Az 1928. évi nyári olimpiai játékok éremtáblázata műugrásban | Az 1928. évi nyári olimpiai játékok éremtáblázata műugrásban | Az 1928. évi nyári olimpiai játékok éremtáblázata műugrásban | Az 1928. évi nyári olimpiai játékok éremtáblázata műugrásban | Olimpia  |
| ------------------------------------------------------------ | ------------------------------------------------------------ | ------------------------------------------------------------ | ------------------------------------------------------------ | ------------------------------------------------------------ | -------- |
|                                                              | Ország                                                       | Arany                                                        | Ezüst                                                        | Bronz                                                        | Összesen |
| 1.                                                           | Egyesült Államok (USA)                                       | 4                                                            | 3                                                            | 2                                                            | 9        |
|                                                              |                                                              |                                                              |                                                              |                                                              |          |
| 2.                                                           | Egyiptom (EGY)                                               | 0                                                            | 1                                                            | 1                                                            | 2        |
|                                                              |                                                              |                                                              |                                                              |                                                              |          |
| 3.                                                           | Svédország (SWE)                                             | 0                                                            | 0                                                            | 1                                                            | 1        |
|                                                              |                                                              |                                                              |                                                              |                                                              |          |
| Összesen                                                     | Összesen                                                     | 4                                                            | 4                                                            | 4                                                            | 12       |

## Érmesek

### Férfi számok
| Az 1928. évi nyári olimpiai játékok érmesei férfi műugrásban |                                           |                                           |                                           |
| Versenyszám                                                  | Arany                                     | Ezüst                                     | Bronz                                     |
| Műugrás                                                      | Peter Desjardins · Egyesült Államok (USA) | Michael Galitzen · Egyesült Államok (USA) | Farid Simaika · Egyiptom (EGY)            |
| Toronyugrás                                                  | Peter Desjardins · Egyesült Államok (USA) | Farid Simaika · Egyiptom (EGY)            | Michael Galitzen · Egyesült Államok (USA) |

### Női számok
| Az 1928. évi nyári olimpiai játékok érmesei női műugrásban |                                                    |                                          |                                          |
| Versenyszám                                                | Arany                                              | Ezüst                                    | Bronz                                    |
| Műugrás                                                    | Helen Meany · Egyesült Államok (USA)               | Dorothy Poynton · Egyesült Államok (USA) | Georgia Coleman · Egyesült Államok (USA) |
| Toronyugrás                                                | Elizabeth Pinkston-Becker · Egyesült Államok (USA) | Georgia Coleman · Egyesült Államok (USA) | Lala Sjöqvist · Svédország (SWE)         |